# SRADDA
La SRADDA, dont le nom complet est Sud Rhône-Alpes déplacement Drôme-Ardèche, est une société publique locale créée en 2012, en remplacement de la Régie Départementale des Autobus de la Drôme qui était le dernier maillon d'une suite de régies ayant pour origine la Compagnie des chemins de fer de la Drôme (1891-1921).

## Histoire

### Origines
C'est une entreprise privée la Compagnie des chemins de fer de la Drôme (1891-1921) qui crée un réseau de lignes de chemin de fer secondaire et tramway, à voie métrique, atteignant une longueur de 230 km à son apogée en 1920. Les conséquences de la Première Guerre mondiale, le coût d'entretien du réseau ferroviaire et la concurrence routière naissante ont raison de cette société. La société est rachetée par le département de la Drôme le 20 octobre 1921. 
Pour gérer ce réseau de transport en commun ferroviaire devenu public, le département crée la Régie des Chemins de Fer de la Drôme. Mais cette nouvelle entité n'arrive pas à endiguer le déclin du réseau ferroviaire et doit fermer rapidement de nombreuses lignes. De ce fait la régie est renommée, dès 1922, Régie Départementale des chemins de fer et autobus de la Drôme (RDCFAD), et le réseau routier prend de l'ampleur au fur et à mesure des fermetures des lignes de chemin de fer, jusqu'à celle de la dernière  en 1935 excepté la ligne du tramway électrique entre Valence et Saint-Péray exploitée jusqu'en 1950 dans sa partie ardéchoise.

### SRADDA
En 2012 le département, qui constate que la Régie n'est plus adaptée au nouvel environnement institutionnel, crée la société publique locale Sud Rhône Alpes déplacement Drôme Ardèche (SRADDA) ce qui doit permettre de développer le réseau, sur les deux départements Drôme et Ardèche, en utilisant l'expérience acquise par la Régie Départementale des Autobus de la Drôme (RDAD).

## Réseau
La SRADDA, fédère l'ensemble des transports publics présents sur les territoires des départements de la Drôme et de l'Ardèche.
Voir les lignes gérées par SRADDA sur le Réseau interurbain de l'Ardèche et le Réseau interurbain de la Drôme.